# رقية تراوري
ولدت رقية تراوري  في 24 في كاتي على مشارف مدينة باماكو في مالي ، هي مغنية، كاتبة-وملحنة-أداء و عازفة الجيتار من مالي. لها  ستة ألبومات صدرت بين عام 1998 وعام 2016.

## السيرة الذاتية
رقية تراوري هو البامبارا. ابنة دبلوماسي، وقد سافرت على نطاق واسع خلال شبابها: الجزائر, المملكة العربية السعودية، فرنسا و بلجيكا ، حيث درست.  وهي تتميز بأسلوب فني يمزج بين الموسيقى التقليدية لمالي وبين الموسيقى الغربيّة الحديثة. ظهرت على السّاحة الفنيّة أوّل مرّة في أوروبّا إلى عام 1997 في حفل في مهرجان موسيقى الملونين. ولقد فازت في نفس العام بجائزة "اكتشاف أفريقيا" راديو فرنسا الدولي (RFI). فازت بالجائزة في راديو بي بي سي 3 جوائز الموسيقى العالمية في بريطانيا العظمى في عام 2003.

## الألبومات
- ونتي (2000)
- جميلة أفريقيا(2013)
- ولد حتى (2016)

## روابط خارجية
- رقية تراوري على موقع IMDb (الإنجليزية)
- رقية تراوري على موقع ميوزك برينز (الإنجليزية)
- رقية تراوري على موقع أول ميوزيك (الإنجليزية)
- رقية تراوري على موقع ديسكوغز (الإنجليزية)